# Marcos Pavan
Marcos Pavan  (* 23. Oktober 1962 in São Paulo) ist ein brasilianischer Geistlicher und Kirchenmusiker. Seit November 2020 ist er Leiter des Chors der Sixtinischen Kapelle.

## Leben
Marcos Pavan studierte zunächst Rechtswissenschaft an der Universidade de São Paulo und wurde 1985 in das Verzeichnis der brasilianischen Rechtsanwälte aufgenommen. Anschließend studierte er in Rom Philosophie und Theologie am Studienzentrum der Legionäre Christi und an der Päpstlichen Universität Heiliger Thomas von Aquin. Am 29. Juni 1996 empfing er das Sakrament der Priesterweihe für das Bistum Campo Limpo.
Er absolvierte eine solide musikalische Ausbildung, zu der das Pianostudium sowie Studien in Musiktheorie, Stimmbildung und Chorleitung sowie Gregorianischer Choral gehörten. Seine konzertanten Aktivitäten wurden auch in den Medien beachtet. 1998 trat er seinen Dienst als Assistent der Pueri Cantores des Chors der Sixtinischen Kapelle an. Im Juli 2019 übernahm der die kommissarische Leitung des Chors.
Am 22. November 2020 ernannte ihn Papst Franziskus zum Leiter des Chors der Sixtinischen Kapelle.